# Puerto Jiménez

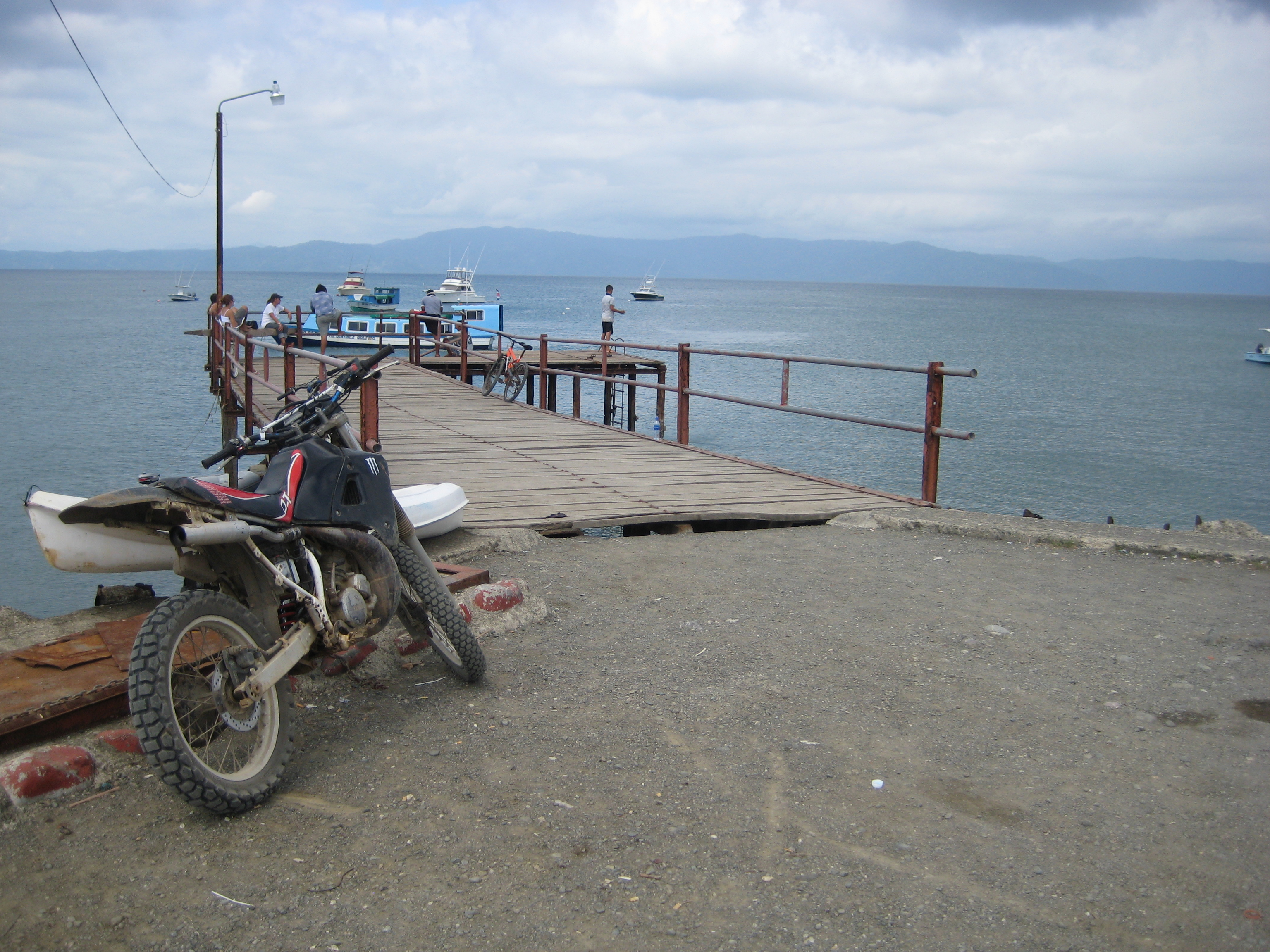
Hafenanlage in Puerto Jiménez (2010)

Puerto Jiménez ist mit 1780 Einwohnern eine der größten Städte auf der Halbinsel Osa in dem mittelamerikanischen Staat Costa Rica. Sie liegt am Golfo Dulce unweit des Nationalparks Corcovado und ist über den gleichnamigen Flughafen erreichbar. Die Stadt ist bekannt für ihr Goldgräbertum und die Holzwirtschaft während der 1960er Jahre.